# Frédéric de Foix
Pour les articles homonymes, voir Frédéric de Foix (grand écuyer de Navarre) et de Foix.
Frédéric de Foix, (mort en 1571), fut comte de Benauges et de Candale, captal de Buch.

## Biographie
Il est issu d'une branche de la famille des Comtes de Foix  appelée Foix-Candale. Il mena une vie dissolue jusqu'à sa conversion au protestantisme. Il s'engage alors dans l'armée française pour combattre l'Espagne catholique où sa vaillance au combat le rendit légendaire. Il engagea plusieurs fois ses terres pour financer les guerres. Celles de Benauges et Cadillac furent saisies en 1563 et vendues à François d'Aubusson; François de Foix-Candale les racheta mais en laissa la jouissance à son neveu Henri fils de Frédéric.
Il fut livré en otage lors du Traité du Cateau-Cambrésis (1559) qui mit fin à la guerre entre la France et l'Espagne. 

## Mariage et descendance
Il épouse Françoise de la Rochefoucauld, fille de François II de La Rochefoucauld.
De cette union est issu :
- Henri de Foix-Candale, né après 1540[2], mort en 1571 à Sommières;
- Jean de Foix-Candale comte d'Astarac, mort jeune;
- Charlotte-Diane de Foix-Candale, qui épousa son cousin Louis de Foix, vicomte de Meilles et comte de Gurson[3].